# Cassida stigmatica
Espèce
Cassida stigmatica est une espèce d'insectes coléoptères de la famille des Chrysomelidae et du genre Cassida, vivant dans les champs et prairies de toute l'Europe.

## Systématique
L'espèce a été décrite pour la première fois par l'entomologiste allemand Christian Wilhelm Ludwig Eduard Suffrian en 1844.

## Description
Cassida stigmatica mesure entre 5 et 7 mm. L'espèce se caractérise par un corps ovale large, très convexe, glabre, mat, entièrement vert avec deux petites taches rougeâtres autour du scutellum. Le pronotum est semi-circulaire et presque aussi large que les élytres. Les antennes sont courtes, progressivement épaissies vers leur extrémité. Tous les appendices de l'insecte peuvent se replier sous le pronotum et les élytres.
L'identification de Cassida stigmatica est rendue difficile par sa ressemblance avec d'autres espèces du genre Cassida, comme C. sanguinosa ou C. rufovirens, qui n'ont qu'une seule tache rougeâtre, plus étendue.